# Suzuki Liana
Suzuki Liana (znane też jako Aerio) – samochód osobowy typu hatchback lub sedan produkowany do 2010 roku przez japońskie przedsiębiorstwo Suzuki Motor Corporation.

## Opis modelu

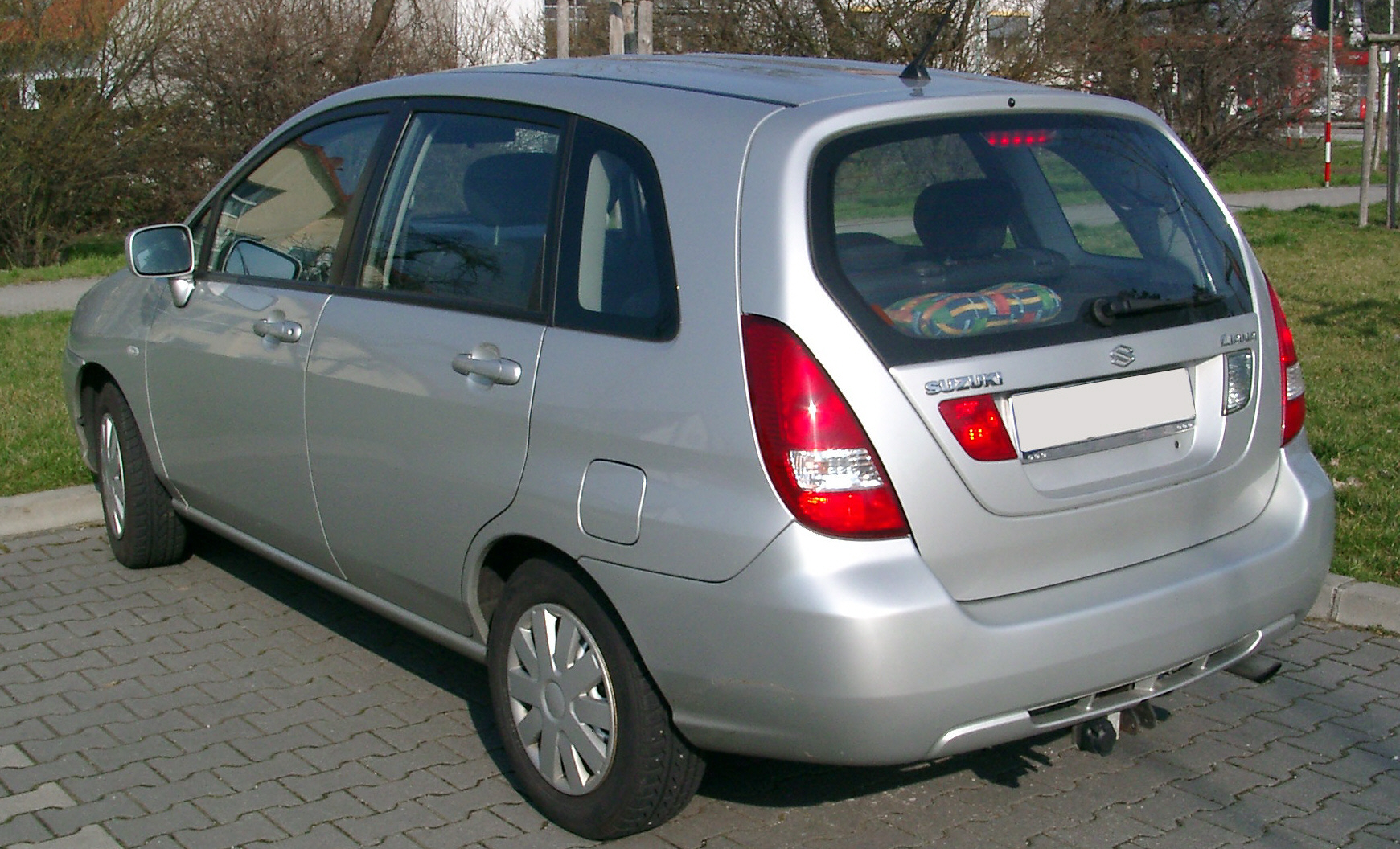
Suzuki Liana Hatchback – tył

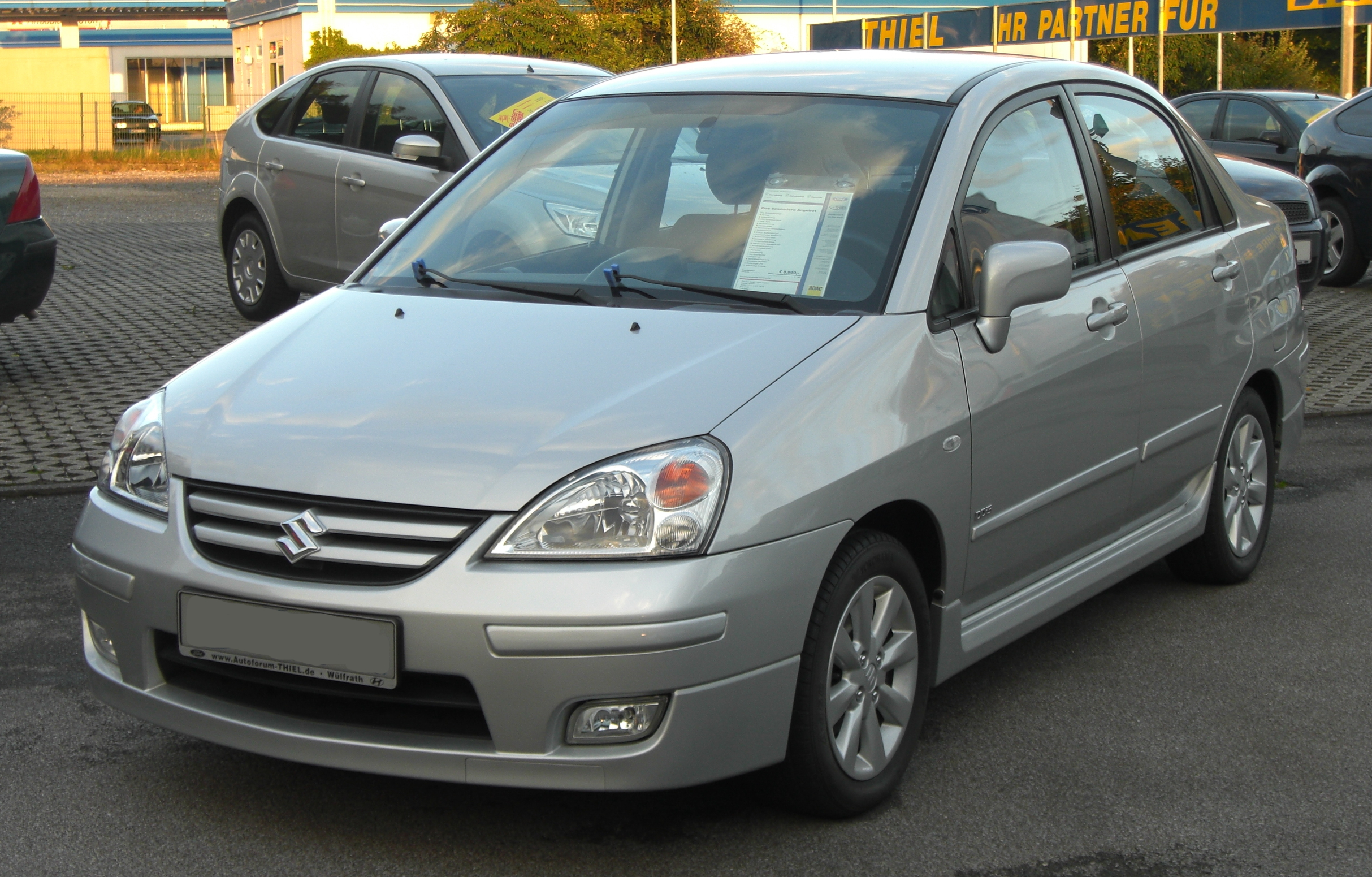
Suzuki Liana Sedan

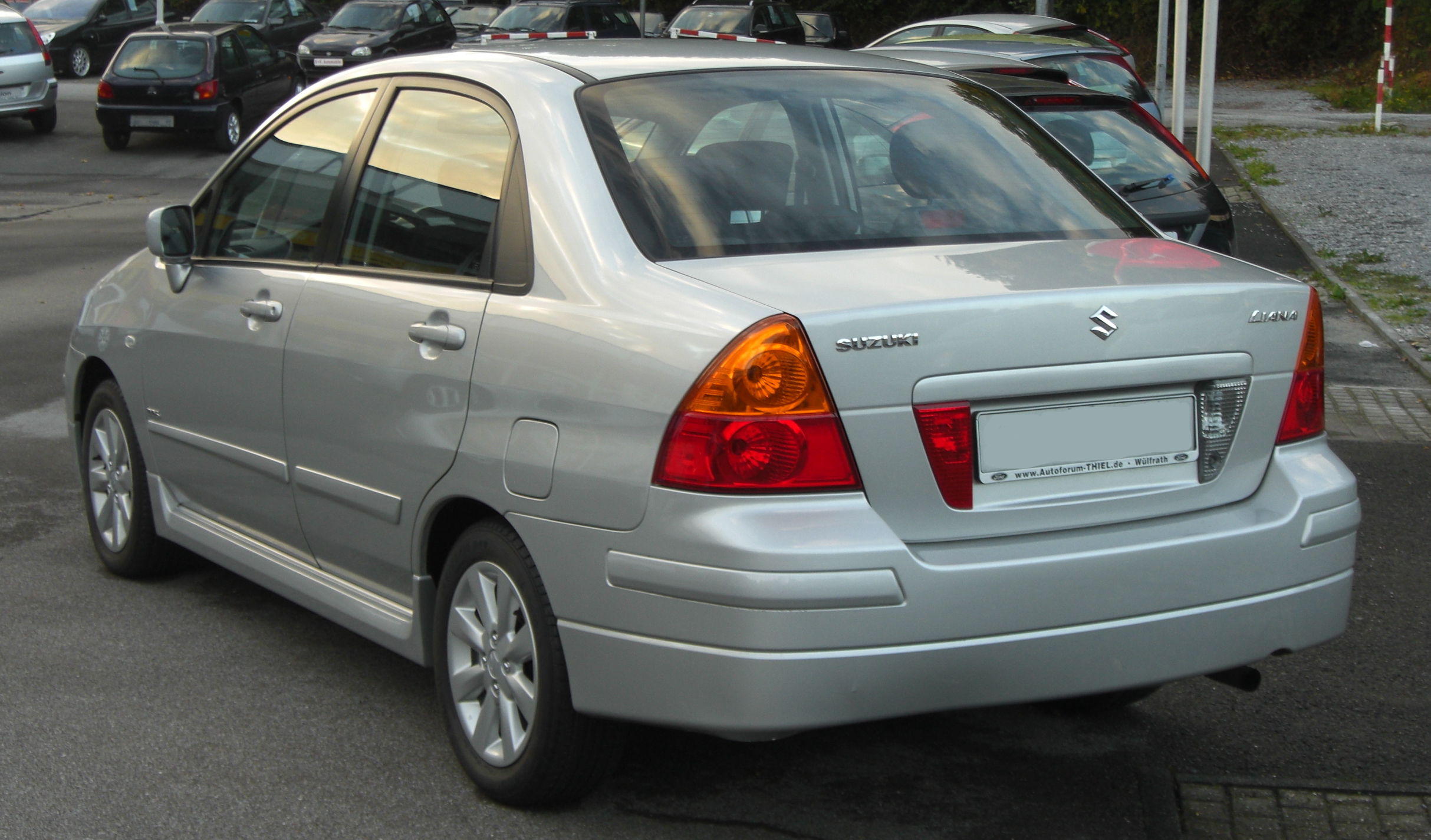
Suzuki Liana Sedan – tył

Produkcję modelu Liana rozpoczęto w roku 2001. Jest on następcą modelu Suzuki Baleno/Esteem. Model Liana dostępny jest w dwu wersjach nadwoziowych jako 4-drzwiowy sedan lub 5-drzwiowy hatchback.
Samochód początkowo charakteryzował się dość kiepskim prowadzeniem spowodowanym złą konstrukcją zawieszenia. Podczas modernizacji w roku 2004 wadę tę usunięto i od tego czasu pojazdy te prowadzą się bardzo dobrze, aczkolwiek wielu użytkowników narzeka na zbyt sportowe (a przez to twarde) nastawy zawieszenia. Pojazdy oferowane na polskim rynku charakteryzowały się bardzo przystępną ceną i niezwykle bogatym wyposażeniem seryjnym – o wiele lepszym, niż samochody konkurencyjne. Do wyposażenia seryjnego pojazdu należy między innymi klimatyzacja, ABS z EBD, elektrycznie opuszczane szyby, elektrycznie regulowane i podgrzewane lusterka, podgrzewane fotele, bardzo dobrej jakości zestaw audio, 4 poduszki powietrzne, wspomaganie kierownicy, centralny zamek z alarmem i światła przeciwmgielne. Pojazdy oferowano z silnikami benzynowymi o pojemności 1,3 i 1,6 litra oraz wysokoprężnym o pojemności 1,4 litra. Silnik o pojemności 1,6 litra zapewnia Lianie bardzo dobre osiągi (przyspieszenie 0–100 km/h na poziomie 11 sekund). Pojazd mimo relatywnie niewielkiego rozstawu osi zapewnia podróżnym dużo miejsca. Jest to zasługa konstrukcji foteli, które dzięki specjalnemu, wysokiemu zamocowaniu zostawiają pasażerom sporo miejsca na nogi. Wadą tego rozwiązania jest ograniczenie pojemności bagażnika. Użytkownicy chwalą pojazdy za wysoki komfort jazdy, przestronne wnętrze, bogate wyposażenie, bardzo solidne wykonanie, wysoką bezawaryjność, niskie zużycie paliwa, dobre osiągi i prowadzenie (wersje po modernizacji). Do wad zalicza się głośny silnik 1,6 litra, mały bagażnik w wersji 5-drzwiowej i kiepskie zachowanie auta na zakrętach (wersje sprzed modernizacji). Użytkownicy narzekają też na fabryczne opony Bridgestone, które nie radzą sobie na polskich złych drogach. Mimo niewątpliwych zalet i pozytywnych opinii fachowców pojazd nie zdobył uznania w Polsce. Spowodowane to jest prawdopodobnie jego kontrowersyjną stylistyką, a także słabą rozpoznawalnością marki Suzuki. W 2007 roku zaprezentowano następcę skonstruowanego wspólnie z Fiatem – model SX4, który jest znacznie popularniejszy.

## Top Gear

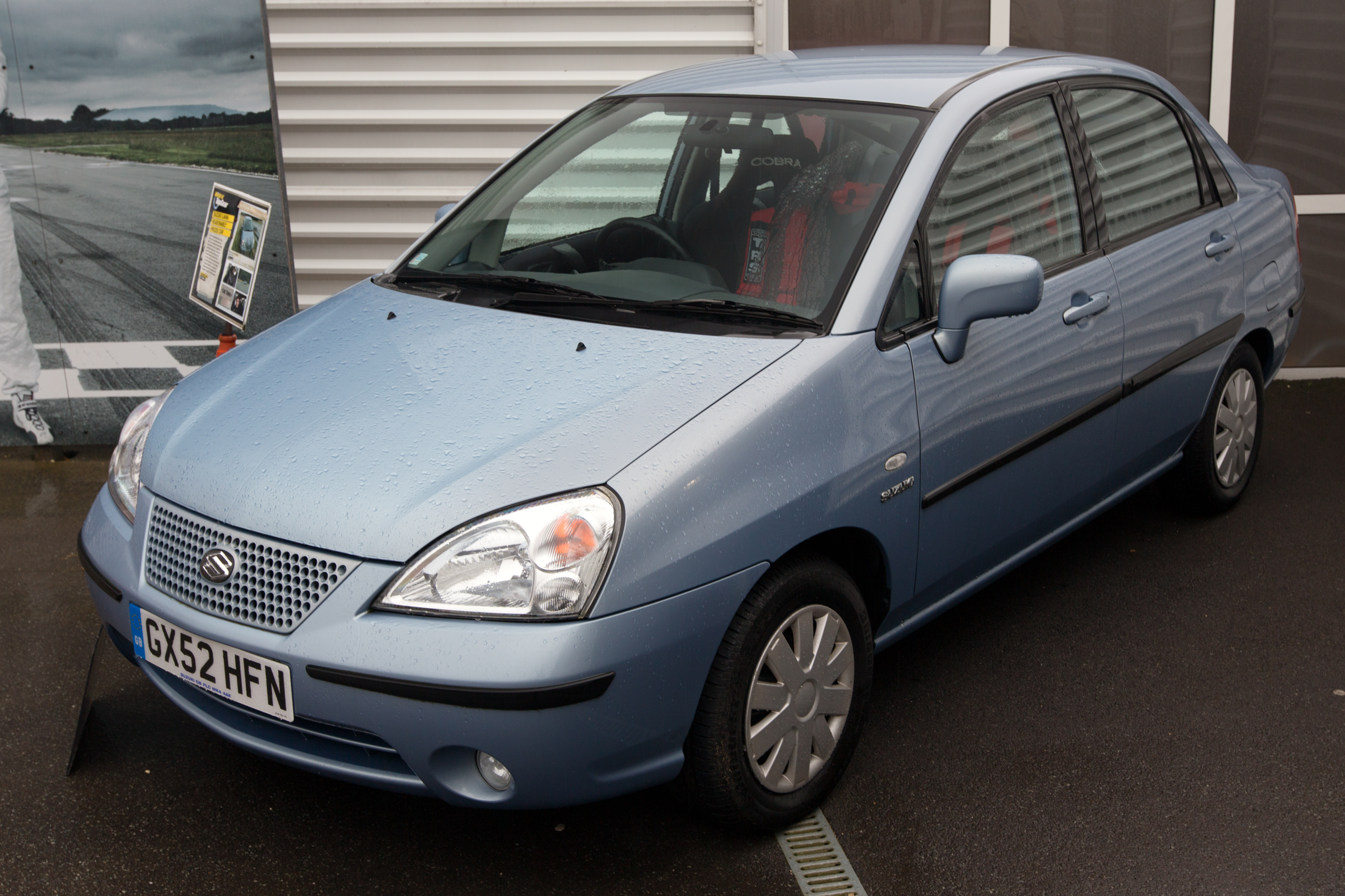
Na zdjęciu model wykorzystywany w programie Top Gear

W latach 2002–2005 w brytyjskim programie motoryzacyjnym Top Gear Suzuki Liana przez siedem sezonów był samochodem za rozsądną cenę w konkurencji „Star in a Reasonably Priced Car”. Został wybrany do tej roli, ponieważ w dniu jego prezentacji, cena w Wielkiej Brytanii wynosiła 9995 funtów. Egzemplarz używany w programie to model seryjny. Zmodyfikowany został, jedynie ze względów bezpieczeństwa występujących w nim gwiazd, o klatkę bezpieczeństwa oraz siedzenia sportowe. Podczas występów w programie w Lianie wystąpiło 65 gwiazd. Najwolniejsze czasy w Lianie osiągnęli Terry Wogan (2:04) i Richard Whiteley (2:06). Obaj zostali zdyskredytowani przez Billy'ego Baxtera, niewidomego bośniackiego weterana wojennego, który wraz z Jeremym Clarksonem w roli pilota, przejechał tor w czasie 2 minut i 2 sekund. Najszybszym czasem może się pochwalić brytyjska żeglarka Ellen MacArthur, która pokonała tor Top Gear w czasie 1:46.07. Swoje okrążenia w Lianie zaprezentowali również kierowcy F1: Nigel Mansell, Lewis Hamilton, Jenson Button, Damon Hill oraz Mark Webber. W ciągu czterech lat eksploatacji, Liana pokonała ponad 1600 okrążeń toru, doczekała się 100 wymian opon i hamulców, 6 razy wymieniano w niej sprzęgło, 2 razy piasty, półosie, wahacze, rozpórki i powiązania biegów oraz lusterka zewnętrzne. Wiosną 2006 roku, w pierwszym odcinku ósmej serii programu, Liana została zastąpiona przez Chevroleta Lacetti.